# Мванга, Жуниор
Жунио́р Мванга́ (фр. Junior Mwanga; род. 11 мая 2003, 3-й округ Лиона) — французский футболист малийского происхождения, защитник клуба «Страсбур».

## Клубная карьера
Зукру — воспитанник клубов «Олимпик Лион» и «Бордо». 21 мая 2022 года матче против «Бреста» он дебютировал Лиге 1 в составе последнего. По итогам сезона клуб вылетел из элиты, но игрок остался в команде. 30 июля в матче против «Валансьена» он дебютировал в Лиге 2.